# 星野贺代
星野贺代（日语：／ Hoshino Kayo，1972年9月12日—），沖繩縣宜野湾市出身，日本女子排球运动员。她曾代表日本国家队参加1996年夏季奥林匹克运动会排球比赛，获得第9名。